# Боженко, Василий Назарович
Боже́нко Васи́лий Наза́рович (укр. Василь Назарович Боженко; 1871, Бережинка, Херсонская губерния — 21 августа 1919, Славута, Волынская губерния) — украинский революционер, участник Гражданской войны 1918—1922 годов, один из организаторов отрядов Красной гвардии и партизанских отрядов на Украине.

## Биография
Родился в 1871 году в селе Бережинка Елисаветградского уезда Херсонской губернии в крестьянской семье. Прожил в селе более 20 лет, батрачил, затем был призван в армию. В Одессе, в марте 1904 года, за распространение революционных листовок был впервые арестован.
В 1904—1905 годах в звании фельдфебеля участвовал в русско-японской войне. В 1907 году за революционную деятельность был приговорён к трём годам тюрьмы.
В 1915—1917 годах работал столяром в Киевских механических мастерских. Будучи одним из руководителей профсоюзного движения, избирался председателем профсоюза деревообработчиков.
3 марта 1917 года на собрании представителей заводов и мастерских избран во Временный исполнительный комитет по организации Киевского совета рабочих депутатов, затем избран его членом. В том же году вступает в большевистскую партию.

### Участие в Гражданской войне
В октябре 1917 года возглавил красногвардейский отряд. Во время январского вооружённого восстания в Киеве 1918 года во главе Демеевского красногвардейского отряда участвовал в боях против Центральной рады УНР.
С марта 1918 года, после оккупации Киева немецкими интервентами, Боженко отступает в Донбасс. В мае во главе небольшого отряда выходит с Украины в «нейтральную зону». В селе Юриновка (в то время — Новгород-Северского уезда Черниговской губернии) организовал и возглавил штаб повстанческого участка Унеча—Зерново. В начале сентября 1918 года возглавлял уездный военно-революционный комитет в селе Юриновка, и по свидетельству очевидцев, — «командуя всеми местными повстанческими силами», занимался организацией партизанских отрядов. В результате его работы происходит слияние около 30 небольших отрядов в три соединения, командирами которых были назначены сам Боженко, М. Салай и Т. В. Черняк.
22 сентября 1918 года принято решение ЦК КП(б)У и приказ ЦВРК о формировании на Украине двух советских повстанческих дивизий: 1-й и 2-й. В 1-ю дивизию вошли — 1-й Богунский полк Н. А. Щорса, 2-й Таращанский полк В. Боженко, 3-й Новгород-Северский полк Т. В. Черняка. В её составе первоначально находился и 1-й Червоно-казачий курень — атаман В. М. Примаков.
В ноябре того же года назначается командиром Таращанского полка, позднее — командиром Таращанской бригады, входившей в состав 1-й Украинской советской дивизии, впоследствии — 44-й стрелковой дивизии, которой командовал Николай Щорс.
Таращанский полк вместе с Богунским участвовал в освобождении Украины от германских интервентов, в боевых действиях против армии Директории УНР, и 5 февраля 1919 года овладел Киевом, за что 7 февраля постановлением Временного рабоче-крестьянского правительства Украины полк был награждён Красным знаменем, а командир В. Н. Боженко — Почётным именным золотым оружием (вместе с Щорсом). 16 апреля 1919 года вышло постановление президиума ЦИК Украины о награждении комбрига Боженко, однако при жизни награда Боженко так и не была вручена.
Летом 1919 года в Киеве была убита жена Боженко — Феодосия Мартыновна. Была распространена версия её убийства чекистами. Боженко очень переживал по этому поводу, но ограничился посылкой телеграмм с угрозами. Его жена была похоронена в Киеве с воинскими почестями.

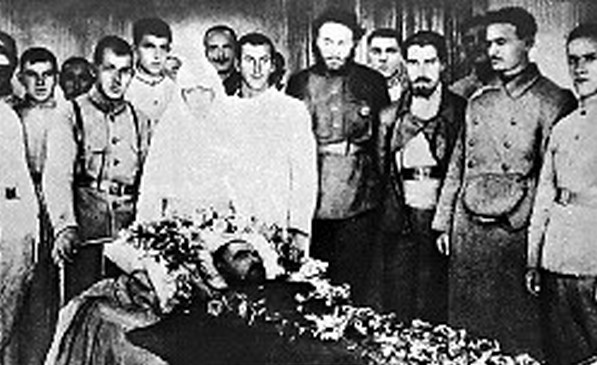
Август 1919 года. Командиры 1-й Украинской советской дивизии прощаются с В. Н. Боженко. Николай Щорс на фото 4-й справа

Во время отступления красных войск с Украины Боженко неожиданно скончался на станции Славута 21 августа 1919 года (по некоторым сведениям — был отравлен петлюровскими лазутчиками, по другим — отравлен чекистами из-за опасений, что Боженко пойдёт по пути Нестора Махно или Никифора Григорьева) и был похоронен в Житомире. Могила Боженко впоследствии была уничтожена врагами и не сохранилась.
Брат — Михаил Назарович Боженко — во времена Гражданской войны командовал эскадроном Богунского полка, участник Великой Отечественной войны: был командиром отряда народного ополчения Днепровского металлургического завода имени Дзержинского.

## Память
- В честь земляка в селе Бережинка Кировоградского района Кировоградской области, на месте, где находился его дом, в 1967 году был установлен памятник[6]. Тогда же был поставлен памятник Боженко и на автодороге Кировоград — Кривой Рог;
- Как знак народной памяти, в живописном месте в пойме реки Писаревка у его родного села обустроили колодец «Василёва криница»;
- Киевской мебельной фабрике, где в начале XX века работал В. Боженко столяром, было присвоено его имя;
- В Москве, именем Василия Боженко названа улица в Западном административном округе, в районе Кунцево;
- Улица в Киеве, на которой расположена мебельная фабрика имени Боженко, также, до 2012 года, носила имя В. Боженко (теперь — улица имени Казимира Малевича). На этой же улице установлен памятник комбригу Василию Боженко (12 ноября 2015 года в результате падения дерева памятник разрушен);
- В советское время В. Боженко стал героем многих художественных, литературных и кинематографических (кинофильмы «Щорс» —Иван Скуратов, «Правда» Михаил Пуговкин, «Семья Коцюбинских» — Николай Шутько, «Мир хижинам — война дворцам» — Владимир Кашпур и других) произведений.

### Статус в современной Украине
В октябре 2015 года Боженко попал в опубликованный Украинским институтом национальной памяти список лиц, подпадающих под закон о декоммунизации.

## Источниики
- Аралов С. И. Ленин вёл нас к победе. Воспоминания. — М.: Политиздат, 1989. ISBN 5-250-00301-X.
- История Великого Октября. В 3-х тт. / под ред. И. И. Минца. Т. 1. — М.: Наука, 1967.
- Лазарев С. Е. Боженко Василий Назарович // Россия в Гражданской войне. 1918—1922: Энциклопедия: в 3 т. / отв. ред. А. К. Сорокин. Т. 1: А—З. М.: Политическая энциклопедия, 2020. С. 254—255.